# Peter Becker (Maler)

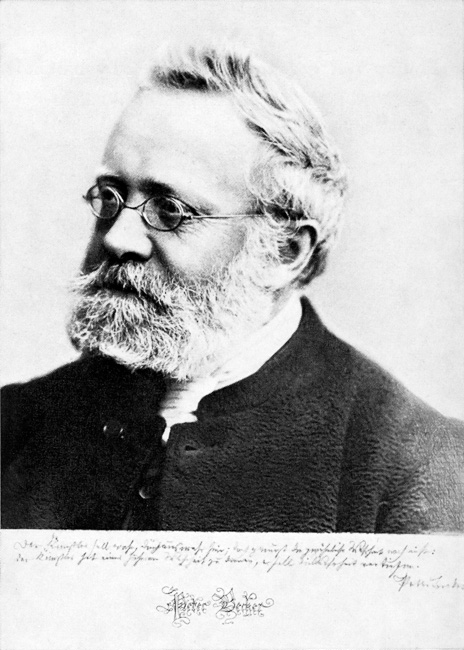
Peter Becker, wahrscheinlich etwa 1890

Peter Becker (* 10. November 1828 in Frankfurt am Main; † 18. August 1904 in Soest) war ein deutscher Landschafts- und Genremaler, Radierer und Lithograf.

## Leben und Werk
Peter Becker stammte aus einem unbemittelten Elternhaus und wuchs in der Frankfurter Altstadt auf. Auf Wunsch seines Vaters begann er eine kaufmännische Lehre in Frankfurt, die er jedoch abbrach, um Maler zu werden. Das Städelsche Kunstinstitut wies ihn zunächst ab. Er konnte dort nur einen Elementarunterricht besuchen.

Landschaft mit Dorf und Burg (1851)

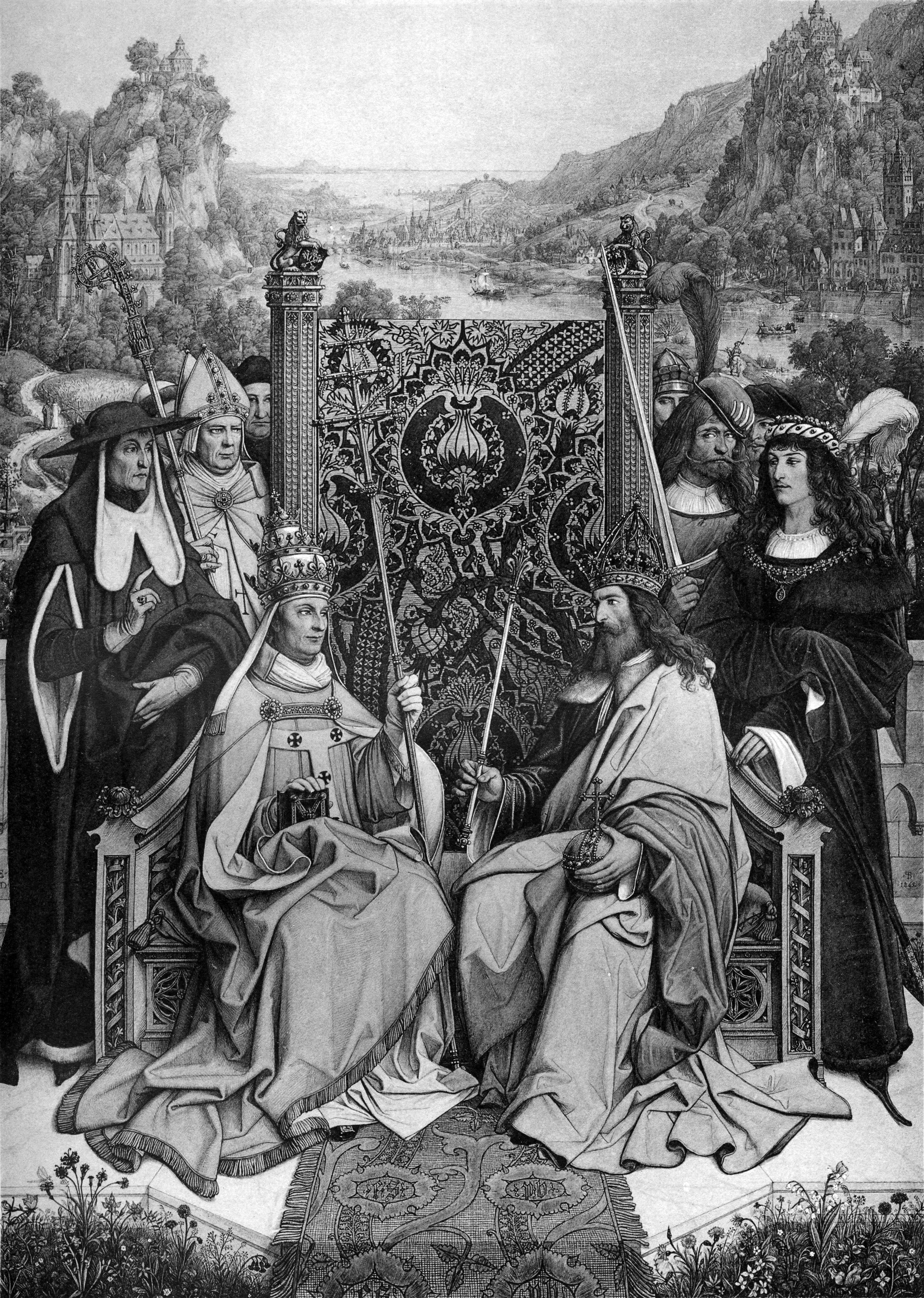
Das heilige roemische Reich deutscher Nation (1864)

1844 nahm ihn das Städel als Schüler auf, wo er bis 1851 bei Jakob Becker und Friedrich Maximilian Hessemer studierte. Hessemer bescheinigte ihm kurz vor Abschluss seiner Ausbildung:

„Ausdauer, Beharrlichkeit, Unermüdlichkeit des Wesens zeichnen ihn vor allen anderen aus, doch besitzt er zugleich auch Phantasie und eine freie Beobachtungsgabe. Er will Landschaftsmaler werden und gibt zu großen und schönen Hoffnungen Veranlassung.“

1860 konvertierte er zur katholischen Kirche. Er wohnte nacheinander in Frankfurt, Eppstein, Altweilnau und Oberursel. Auf langen Wanderungen durch Deutschland schuf er zahlreiche detailgetreue Landschaftsbilder, vor allem im Vedutenstil. 1855 entstand sein Rhein-Album, 1861 auf Anregung des preußischen Königs auch ein Saar-Album.
In den frühen Jahren malte er auch in Öl, später schuf er überwiegend Aquarelle und Zeichnungen sowie Lithografien und Radierungen. Eines seiner Hauptwerke sind die 1874 erschienenen Bilder aus dem alten Frankfurt, eine Sammlung von 26 Lithographien. Seine zahlreichen Gesamtansichten von Frankfurt brachten ihm den Beinamen eines Neuen Merian ein. Seine Frankfurter Straßen- und Genreszenen gehören neben denen Carl Theodor Reiffensteins zu den wichtigsten Frankfurter Bilddokumenten vor der Einführung der Fotografie.
Becker war befreundet mit Eduard Steinle, der ein Porträt seines Freundes malte. Gemeinsam schufen sie das Aquarell Das heilige römische Reich deutscher Nation (1864) und entwarfen Glasfenster für den Wiederaufbau des Frankfurter Doms (1873). Ein preisgekrönter Entwurf Beckers zur Bemalung der Fassade des Römers blieb unausgeführt.
Becker starb auf einer seiner Wanderungen in Soest im Alter von 75 Jahren. Er wurde auf dem Frankfurter Hauptfriedhof begraben. Sein Grab (Gewann F, !889) ist mit einem Porträtmedaillon des Bildhauers Ernst Rittweger geschmückt.